# Associazione Sportiva Fascista "Sime Popoli" 1937-1938
Questa voce raccoglie le informazioni riguardanti l 'Associazione Sportiva Fascista "Sime Popoli" nelle competizioni ufficiali della stagione 1937-1938.

## Rosa
| N. |                   | Ruolo | Calciatore         |
| -- | ----------------- | ----- | ------------------ |
|    | Italia (bandiera) | A     | Bruno Bianchi      |
|    | Italia (bandiera) |       | Giuseppe Calò      |
|    | Italia (bandiera) |       | Francesco De Fazio |
|    | Italia (bandiera) |       | Otello Di Biase    |
|    | Italia (bandiera) |       | Domenico Di Matteo |
|    | Italia (bandiera) |       | Gaetano Gagliardi  |
|    | Italia (bandiera) |       | Vincenzo Lucantoni |
|    | Italia (bandiera) |       | Umberto Lucetti    |

| N. |                   | Ruolo | Calciatore        |
| -- | ----------------- | ----- | ----------------- |
|    | Italia (bandiera) | A     | Walter Mantovani  |
|    | Italia (bandiera) |       | Vero Mascaretti   |
|    | Italia (bandiera) |       | Oronzo Pugliese   |
|    | Italia (bandiera) |       | Egidio Sgubin     |
|    | Italia (bandiera) |       | Biagio Smarrella  |
|    | Italia (bandiera) |       | Giuseppe Veronesi |
|    | Italia (bandiera) |       | Orazio Zecchi     |
|    | Italia (bandiera) |       | Mario Zulli       |